# Sehwinkel

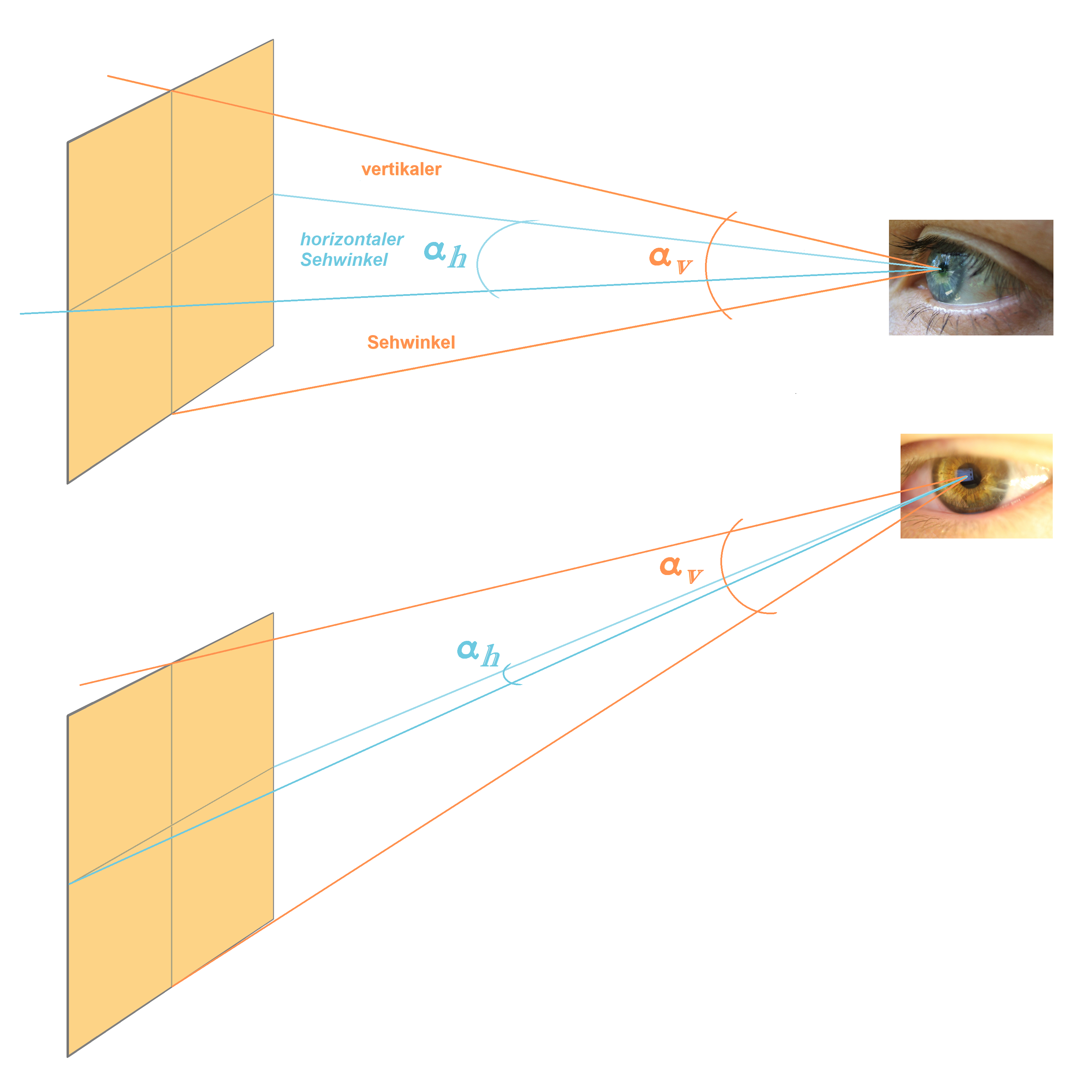
Der vertikale und der horizontale Sehwinkel beim Blick auf eine rechteckige Fläche. Der Scheitelpunkt des Sehwinkels befindet sich am oder im Auge, je nachdem, welcher Punkt gewählt wurde. Wird eine Fläche aus einem schrägen Blickwinkel betrachtet, verkleinert sich der Sehwinkel. Dadurch entsteht eine perspektivische Verkürzung.

Der Sehwinkel ist der Winkel zwischen zwei gegenüberliegenden Randpunkten eines Gegenstands und dem Auge als Schnittpunkt der beiden Geraden, die von diesen Randpunkten zum Auge verlaufen. Der Sehwinkel ergibt sich aus dem Verhältnis von Gegenstandsgröße und Entfernung des Gegenstands. Aus dem jeweiligen Verhältnis ergibt sich im Augeninneren das Verhältnis von Bildweite und Bildgröße in Abhängigkeit von den Richtungsänderungen der Lichtstrahlen durch die lichtbrechenden Medien im Auge.
Er hat bei der visuellen Wahrnehmung starken Einfluss auf die wahrgenommene Größe eines Gegenstands im Gesichtsfeld und ist für die Raumwahrnehmung und das perspektivische Sehen bedeutsam. Je nach der Gestalt des Objekts gibt es Sehwinkel in verschiedenen Raumesrichtungen.

## Begriffsunterscheidungen
Im Zusammenhang mit dem Sehwinkel wird für die wahrgenommene Größe manchmal die Bezeichnung scheinbare Größe verwendet. In der Physik und in der Astronomie bei der Betrachtung von Himmelsobjekten bezieht sich der Begriff scheinbare Größe jedoch ausschließlich auf den gegenstandsseitigen Sehwinkel (Objektraum) mit der Pupille oder Linse als Scheitelpunkt der Winkelschenkel und nicht auf die Netzhautabbildung oder das Ergebnis der Wahrnehmungsvorgänge. Angaben über die scheinbare Größe gelten hier als objektive Messwerte. In der Astronomie sowie in der Strahlenmedizin verwendet man synonym zu scheinbare Größe und Sehwinkel die Bezeichnung Winkelausdehnung. Wenn es um Sinnesphysiologie und um Wahrnehmungspsychologie geht, ist der Begriff wahrgenommene Größe eindeutig. Der Sehwinkel hat zwar Einfluss auf die Größenwahrnehmung, bestimmt sie aber nicht allein.

## Formen der zeichnerischen Darstellung

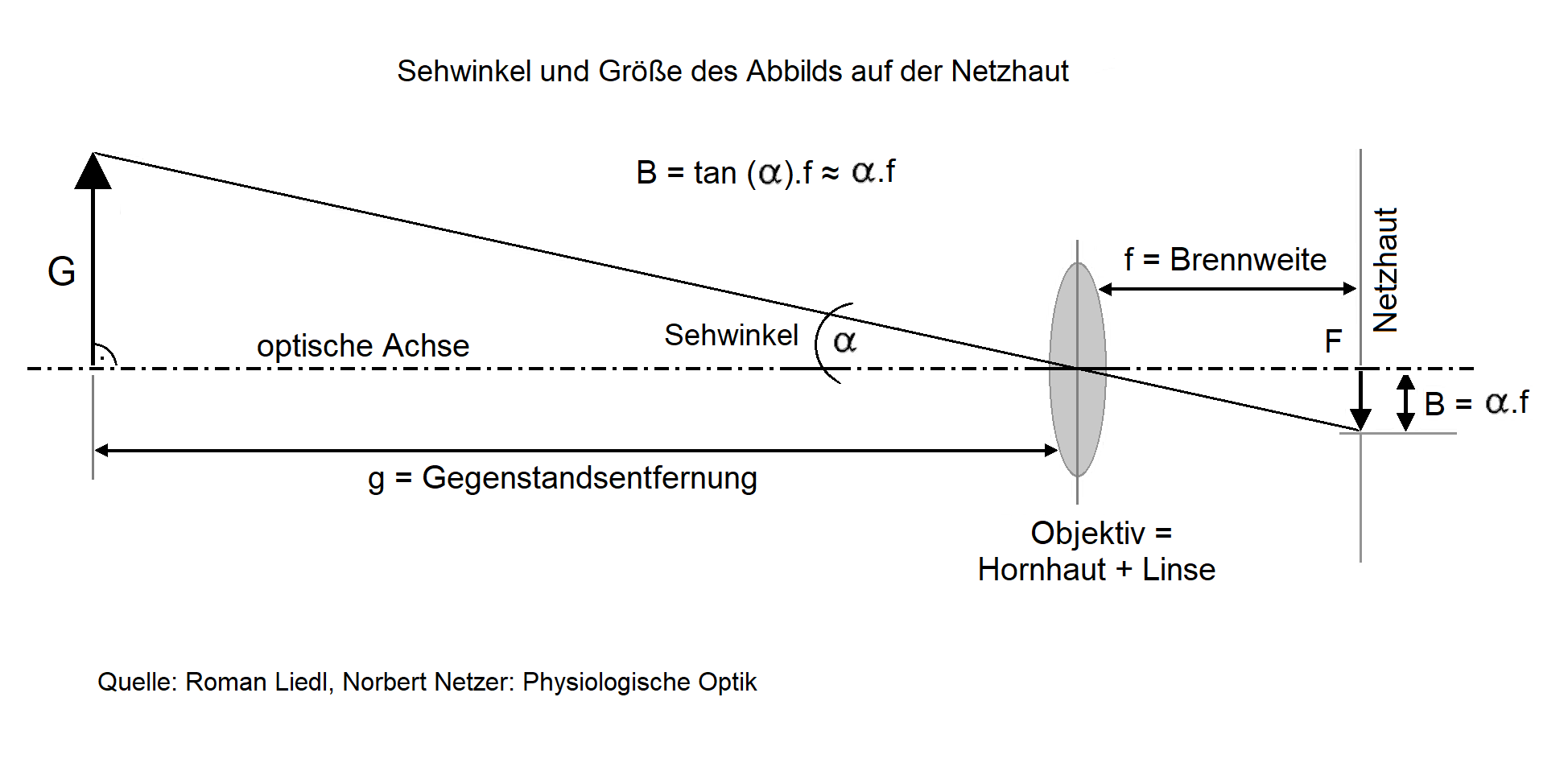
Optische Achse mit abstraktem Gegenstand und Formel für die Abbildgröße auf der Retina.
Hornhaut und Augenlinse sind graphisch zu einer Linse zusammengefasst, so dass man einen durchgehenden Mittelpunktsstrahl zeichnen kann. Grafiken dieser Form zeigen die mathematischen Verhältnisse.

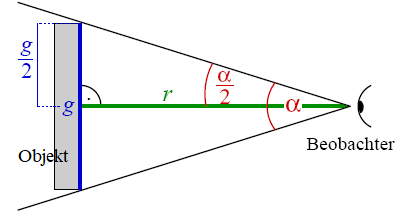
Sehwinkel aus den Hypotenusen zweier rechtwinkliger Dreiecke

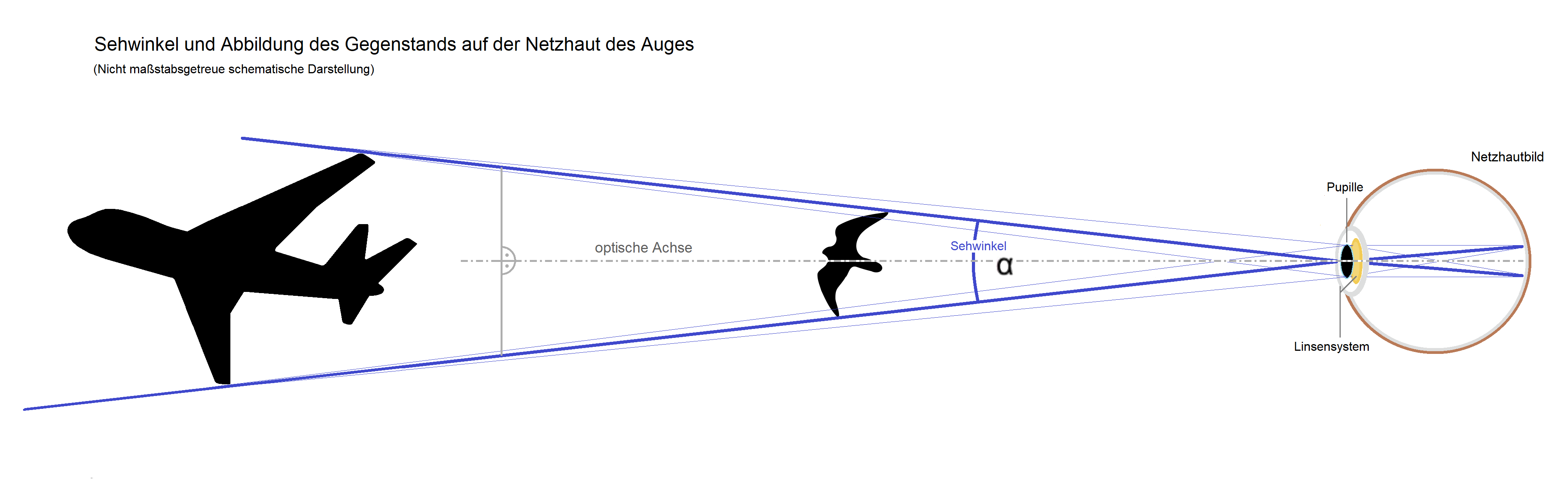
Der Sehwinkel und die vereinfachte Projektion der Lichtstrahlen ins Auge: Der Sehwinkel kann bei verschieden großen Objekten in verschiedenen Entfernungen gleich groß sein.

In der physikalischen Optik wird der Gegenstand oft abstrakt als eine Strecke dargestellt, die senkrecht auf der optischen Achse steht. In solchen Grafiken wird der Sehwinkel aus der optischen Achse und einer Geraden gebildet, die vom oberen Randpunkt des Gegenstands durch den Mittelpunkt nur einer Linse verläuft. Darin wird der Sehwinkel als Teil eines rechtwinkligen Dreiecks dargestellt.

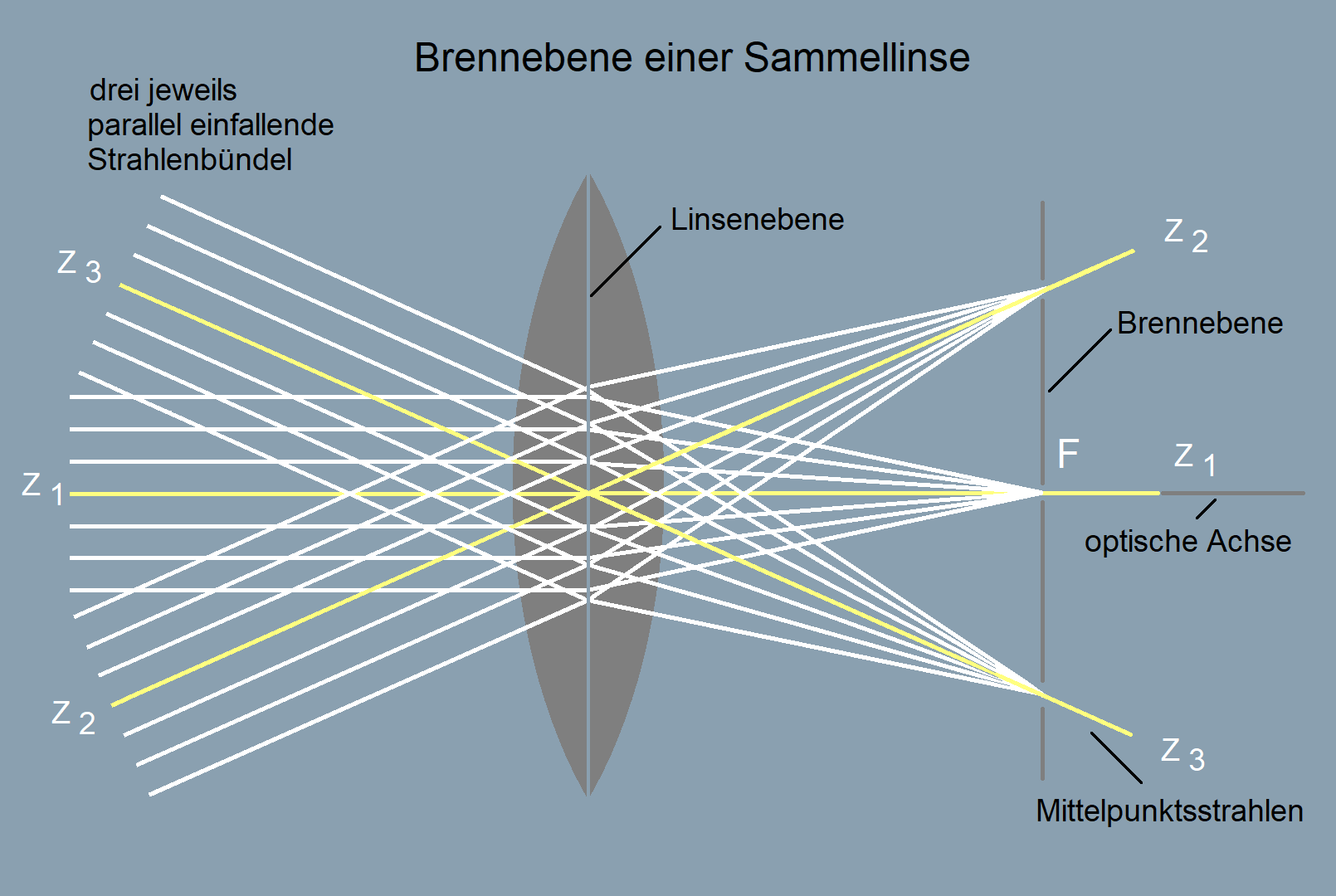
Aus verschiedenen Richtungen einfallende Strahlenbündel werden durch eine Sammellinse auf der Brennebene fokussiert. Wenn als Scheitelpunkt die Linsenmitte gewählt wurde, sind die gegenstandsseitigen Mittelpunktsstrahlen Z_{2} und Z_{3} die Schenkel des Sehwinkels.

In der Wahrnehmungspsychologie geht man allerdings davon aus, dass ein betrachteter Gegenstand einen Teil des Gesichtsfelds einnimmt, der sowohl oberhalb als auch unterhalb der optischen Achse liegt. Bei den mehr gegenständlichen Darstellungen bilden die von den Randpunkten des Gegenstands ausgehenden Geraden den Sehwinkel häufig als Teil eines gleichschenkligen Dreiecks, in dem die beiden rechtwinkligen enthalten sind, sofern die Strecke zwischen den Randpunkten senkrecht zur optischen Achse steht.
Wo von einem Randpunkt eines Gegenstands aus ein Lichtstrahl durch den Mittelpunkt der Cornea, den Mittelpunkt der vorderen Augenkammer und durch den Mittelpunkt der Linse geht, beträgt der Sehwinkel 0°, denn er liegt auf der optischen Achse. Bei Darstellungen eines Sehwinkels > 0° und zusätzlich der entsprechenden Strahlengänge durch das Auge beschränkt man sich häufig auf den Verlauf der Mittelpunktstrahlen. Da die Lichtstrahlen im dioptrischen Apparat jedoch mehrfach gebrochen werden, handelt es sich dabei um Vereinfachungen. Die Hornhaut allein besitzt schon rund zwei Drittel der Gesamtbrechkraft des Linsensystems.
Es gibt Abbildungen, auf denen die Sehachse zugrunde gelegt wird, d. h. die von der Fovea ausgehende Gerade durch den Knotenpunkt des Auges zum Objekt. In diesen wird der Verlauf der Lichtstrahlen, aus denen der Sehwinkel gebildet wird, ebenfalls gerne auf je einen schematischen Mittelpunktsstrahl reduziert.
Der Begriff „Lichtstrahl“ ist eine Modellvorstellung und eine mathematische Abstraktion. Das Licht fällt in Form von Lichtbündeln ins Auge, entsprechend werden durch die Fokussierung Strahlenbündel auf den Augenhintergrund projiziert (siehe Geometrische Optik).
Bei den verschiedenen Grafiken, handelt es sich somit meist um nicht den physikalischen und anatomischen Verhältnissen entsprechende Darstellungen, sondern um Prinzipskizzen, die jeweils ein Grundprinzip veranschaulichen sollen.

## Gegenstandsseitiger Sehwinkel und retinale Abbildung

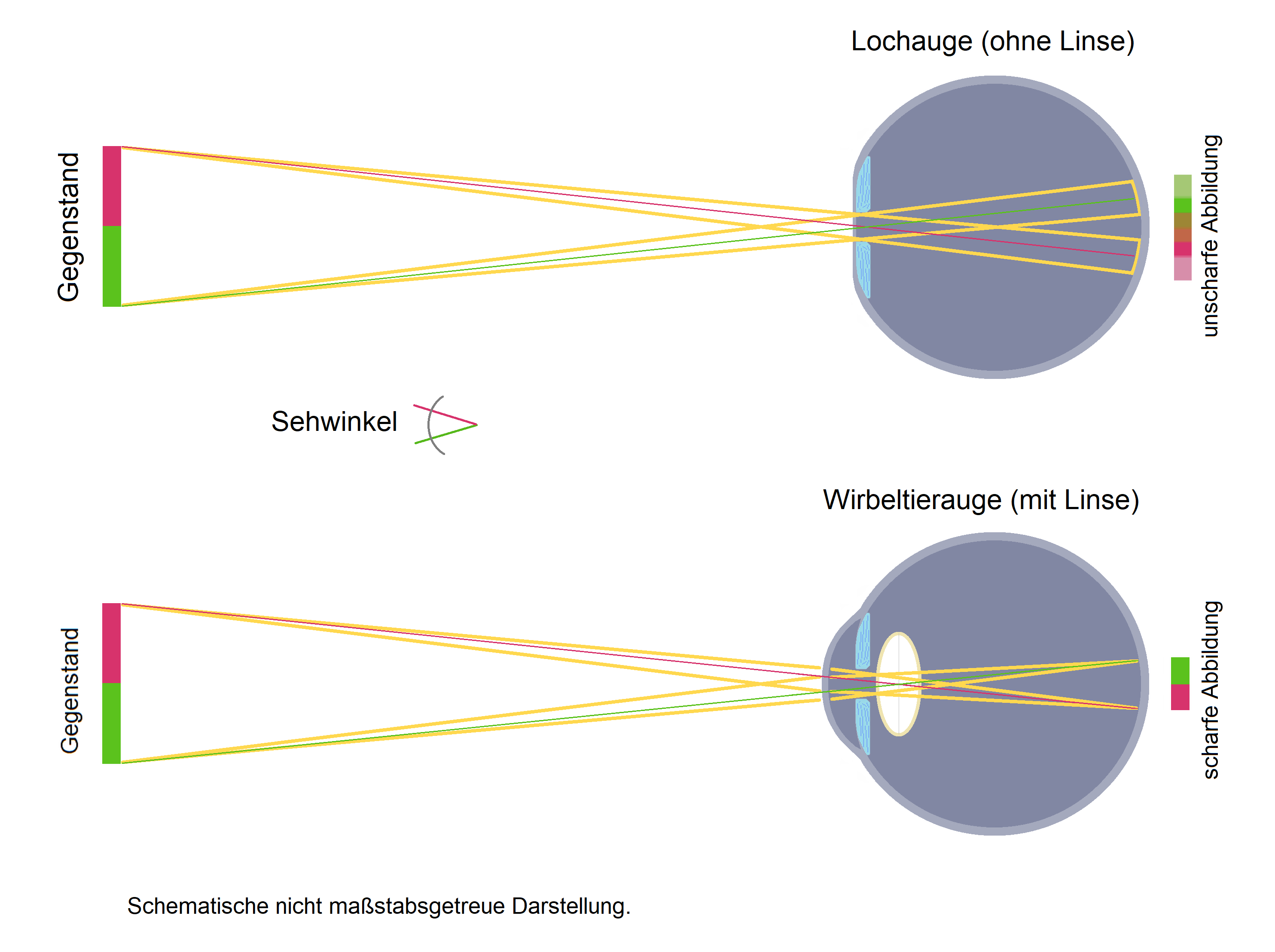
Lochauge und Linsenauge: unscharfe und scharfe Abbildung des Gegenstands auf der Netzhaut mit Bildumkehr bei beiden Augentypen.

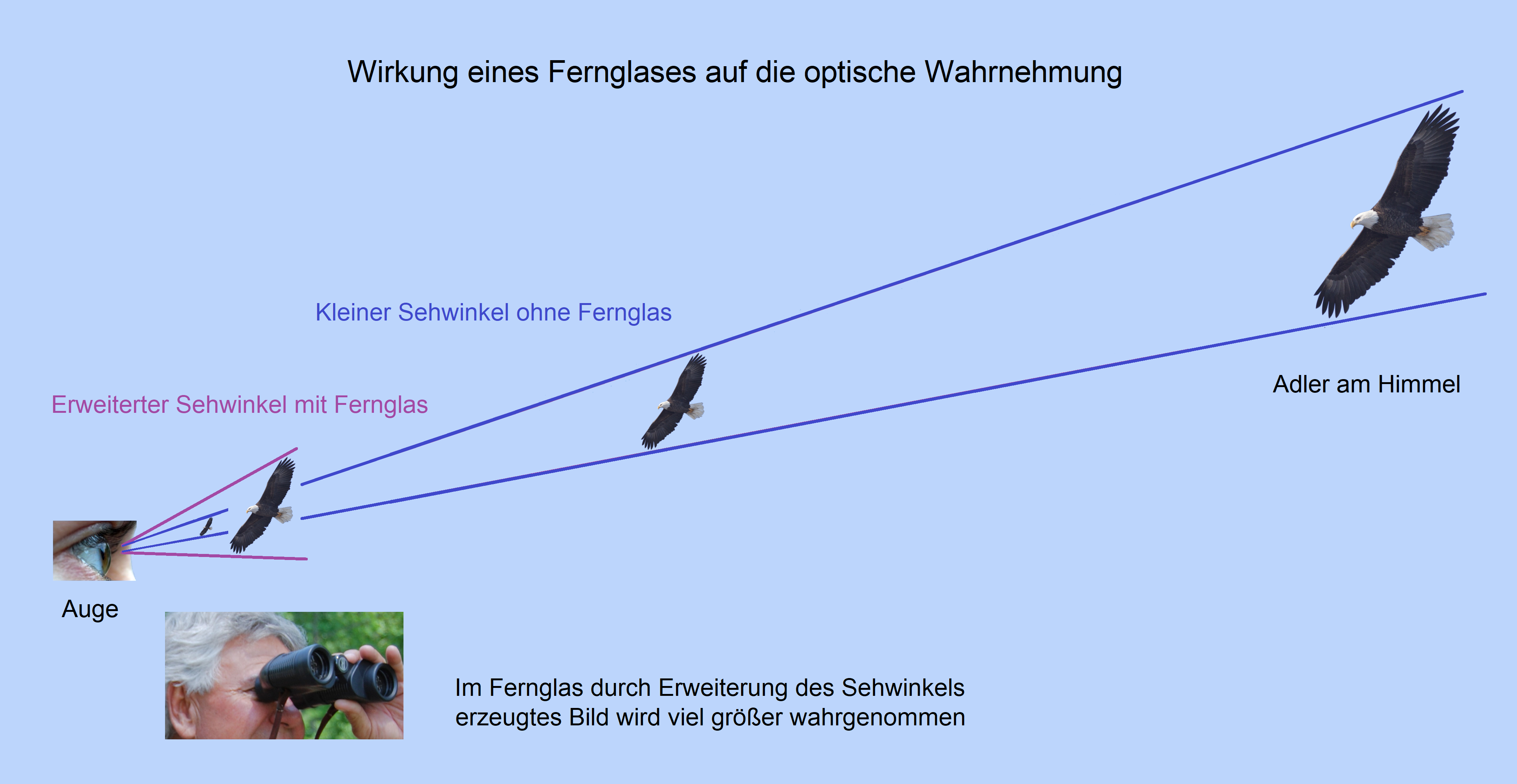

Der Sehwinkel bestimmt beim Lochauge die Größe der Abbildung auf der Netzhaut.
Bei einem Linsenauge wirkt sich der Sehwinkel in Verbindung mit der jeweiligen Brennweite der Augenlinse bzw. des Linsensystems (dioptrischer Apparat) auf die Abbildgröße aus. Wenn eine bewegliche Linse den Brennpunkt auf die Netzhaut fokussiert, entsteht ein verkleinertes scharfes Abbild mit klaren Umrissen und einer aus dem Sehwinkel und der Brennweite des Linsensystems berechenbaren Bildgröße. Beim menschlichen Auge würde beispielsweise ein 18 cm hohes aus 1 m Abstand betrachtetes Objekt aufgrund des Sehwinkels von in diesem Falle 10° (Winkelmaß) bei einer Gesamtbrechkraft des dioptischen Apparats von 58,8 Dioptrien auf dem Augenhintergrund 3 mm hoch abgebildet.
Eine künstliche Vergrößerung des Sehwinkels durch Sehhilfen wie Fernglas, Teleskop, Lupe oder Lichtmikroskop lässt einen Gegenstand größer erscheinen, indem sie ein größeres Abbild erzeugt. Das kommt dem Auflösungsvermögen des menschlichen Auges entgegen.

## Größenwahrnehmung anhand des Sehwinkels

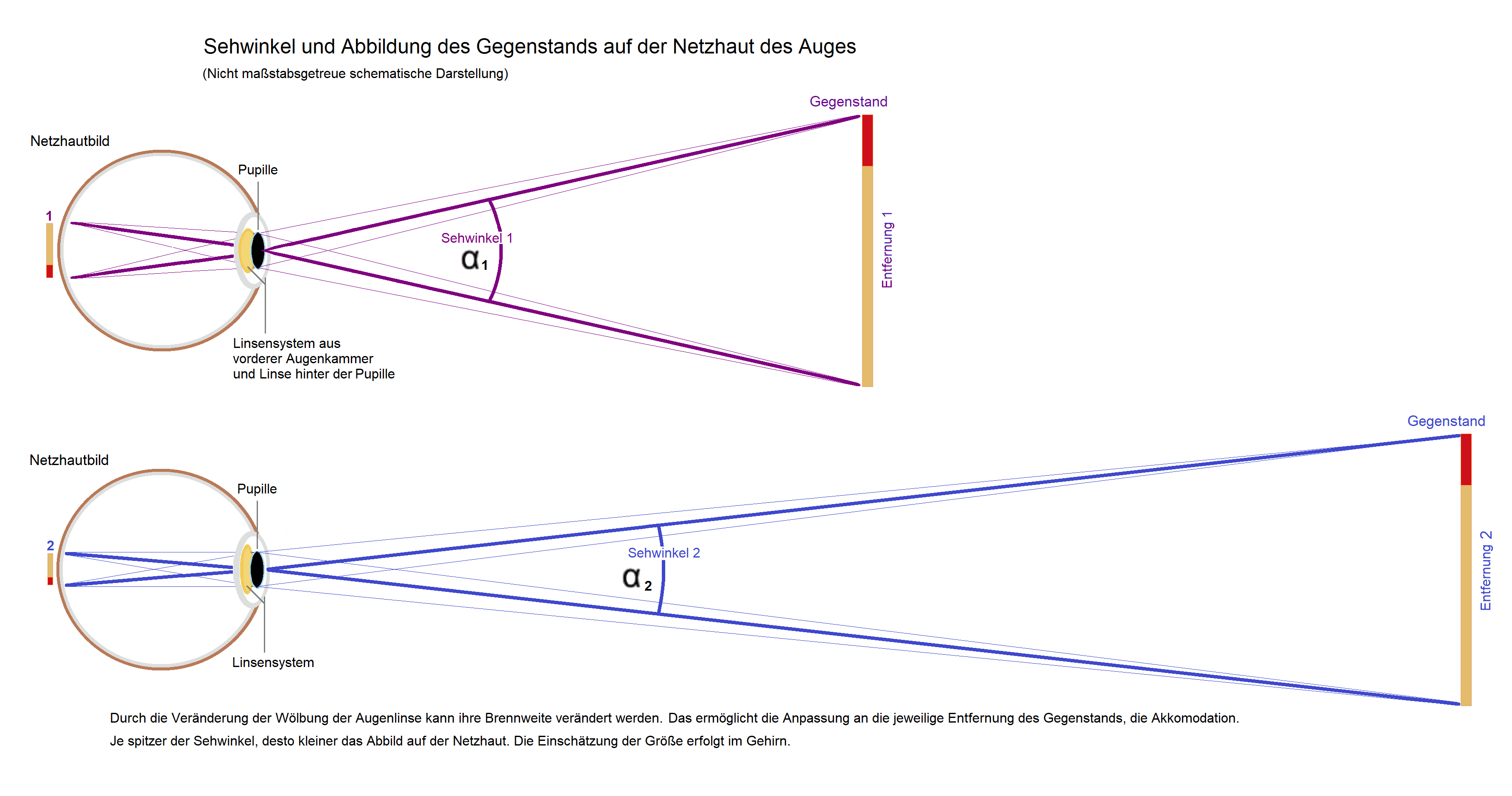
Änderung des Sehwinkels bei gleich großem Gegenstand in Abhängigkeit von der Entfernung

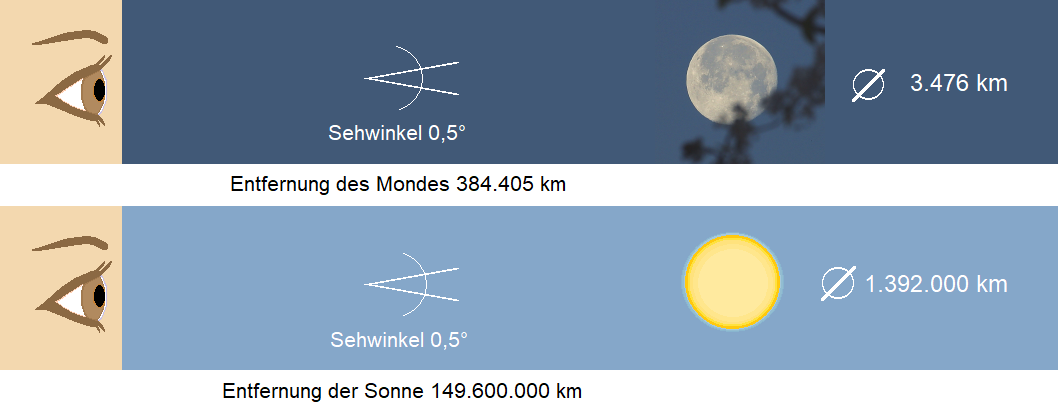
Bei Fehlen von Tiefeninformation erfolgt die Größenschätzung allein anhand des Sehwinkels. So erscheinen Mond und Sonne bei einer Sonnenfinsternis, wenn der Mond die Sonne verdeckt, etwa gleich groß, obwohl ihre Durchmesser sich um Zehnerpotenzen unterscheiden. In der Astronomie wird daher mit dem Sehwinkel der Begriff der scheinbaren Größe verbunden.

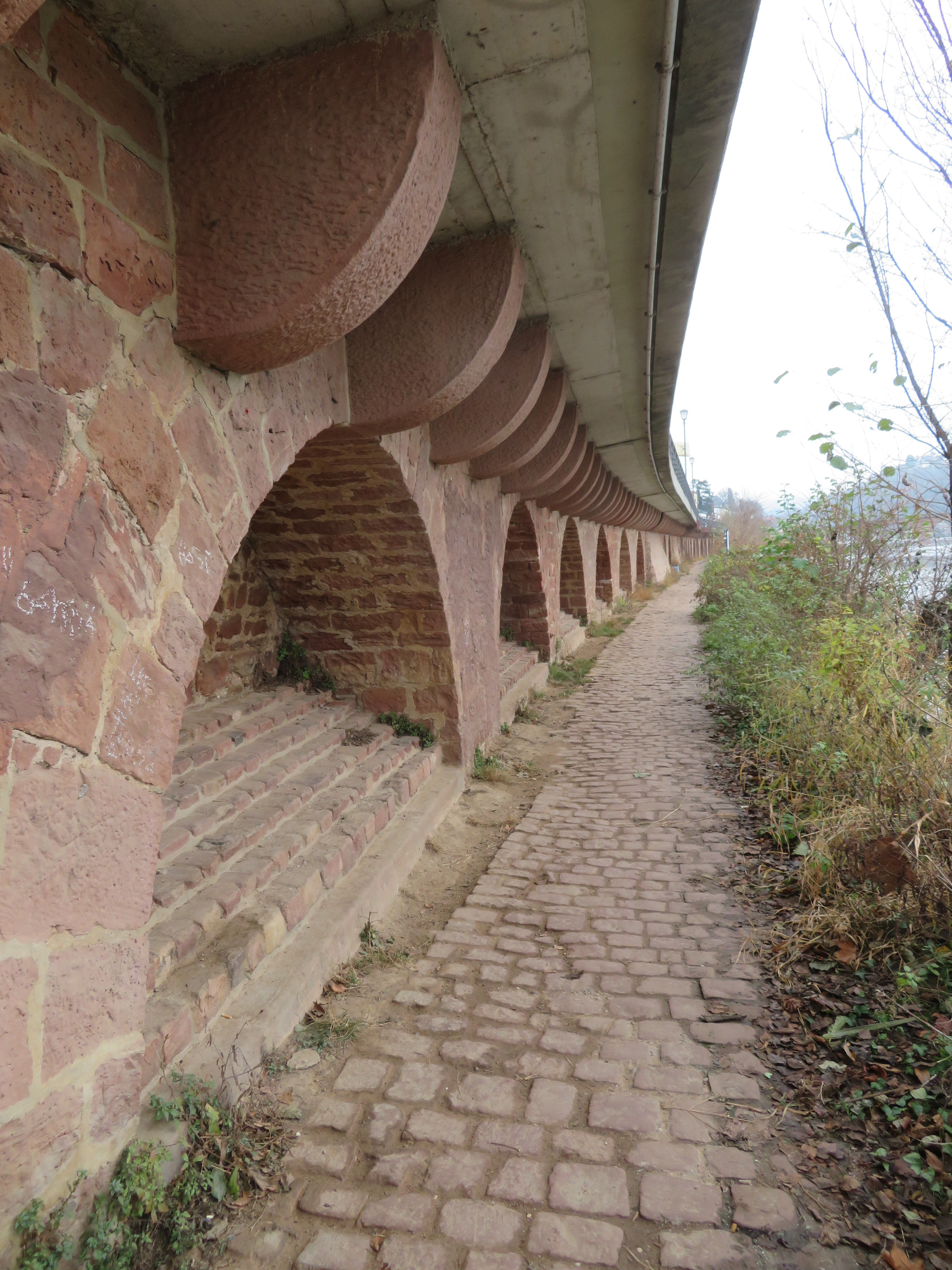
Trotz des großen Sehwinkels beim Blick auf die steinernen Bögen und Konsolen im Vordergrund und des spitzen Sehwinkels im Hintergrund, lassen Tiefeninformationen wie die perspektivische Verkürzung und die zum Fluchtpunkt hin dichter gepackt wirkenden Steine darauf schließen, dass die Bauelemente in der Ferne gleich sind und nur kleiner aussehen, weil sie weiter entfernt sind.

Bei den Betrachtungen der Funktionen des visuellen Systems der Tiere und Menschen in der Sinnesphysiologie und in der Wahrnehmungspsychologie werden die im Augeninneren gebildeten Winkel einbezogen, denn sie bestimmen die Größe der Abbildung je nach Brechkraft des Linsensystems. So wird derselbe Gegenstand mit denselben Abmessungen bei unterschiedlichen Entfernungen infolge des größeren oder kleineren Sehwinkels unterschiedlich groß abgebildet. Wie groß ein Gegenstand nach Verarbeitung aller Sinneseindrücke im visuellen System vom menschlichen Bewusstsein subjektiv wahrgenommen wird, ist von weiteren Faktoren abhängig. Wenn genügend Tiefeninformation vorhanden ist, Sinneseindrücke, anhand derer sich die Entfernung abschätzen lässt, kann die Einschätzung der Gegenstandsgröße den tatsächlichen Abmessungen entsprechen (Größenkonstanz). Fehlt dem Betrachter jegliche Tiefeninformation, erfolgt die Größenschätzung allein anhand des Sehwinkels und kann den Betrachter eventuell täuschen.
Die Schärfe der optischen Abbildung hängt von der Gegenstandsentfernung und von der Akkommodation ab. Bei einem sehr spitzen Sehwinkel und anderen sensorischen Eingängen, die eine größere Entfernung des Objekts annehmen lassen, flacht sich die Linse ab. Bei einem größeren Sehwinkel und begleitenden Sinneseindrücken, die ein nahes Objekt annehmen lassen, nimmt die Linse eine rundliche Form an, um die Lichtstrahlen auf die Netzhaut zu fokussieren. Beim Sehen mit beiden Augen erfolgen bei der Naheinstellung durch die Augenmuskeln konvergierende Augenbewegungen. Sowohl für die Krümmung der Linse mithilfe der Ziliarmuskeln als auch für die Augenbewegungen gibt es sensorische Rezeptoren (Muskelspindeln), mit denen die Person den Grad der Muskelspannung fühlt. Dieser sensorische Input aus dem Körperinneren wird auch als Information über die Entfernung mitverarbeitet. Die zusätzlichen sensorischen Eingänge und ggf. im Gehirn schon vorliegende Informationen, die für die Tiefenwahrnehmung ausgewertet werden, verringern den Einfluss des Sehwinkels auf die wahrgenommene Größe. Darüber hinaus ermöglichen Informationen über die Eigenschaften eines Objekts eine kognitive Beurteilung bei der Größenschätzung.